# Крістіна Саксонська (1461–1521)
Крістіна Саксонська (нім. Christine von Sachsen, 25 грудня 1461 — 8 грудня 1521) — саксонська принцеса з Ернестинської лінії Веттінів, дружина короля Данії, Швеції та Норвегії Югана Ольденбурзького.

## Біографія

### Ранні роки
Народилась 25 грудня 1461 року в Торгау. Стала первістком в родині кронпринца Саксонії Ернста та його дружини Єлизавети Баварської, з'явившись на світ на другий рік після їхнього весілля. Мала молодшу сестру Маргариту та братів Фрідріха, Ернста, Адальберта, Йоганна та Вольфганга.
Батько у 1464 році став курфюрстом Саксонії. Здійснював правління разом зі своїм братом Альбрехтом.
Шлюб батьків був щасливим. Матір піклувалася про ретельне виховання дітей та їхню освіту.

### Шлюбне життя
У 1477 році відбулися заручини Крістіни із данським кронпринцом. Наступного року її з великим почтом провели до Варнемюнде, де дівчину зустріла численна данська свита на чолі з канцлером Йоханнесом Броксторпом та архидияконом Лундою, яка й доправила її до данської столиці.
У 16-річному віці принцеса стала дружиною 23-річного спадкоємця данського трону Югана Ольденбурзького, сина правлячого короля Крістіана I. Весілля відбулося 6 вересня 1478 у Копенгагенському замку. 

Портрет Крістіни Саксонської

У шлюбному контракті було прописано, що утримання Крістіни мало становити 4 000 гульденів на рік, а також давало їй право користуватися деякими замками з прилеглими ленами і податками з них «doruff sie yren furstlichen stant gehalten noge». Зазначено було також, що наступник короля Югана на троні матиме можливість викупити її права за 40 000 гульденів. У подружжя було кілька дітей. 
Коли свекор Крістіни пішов з життя у травні 1481 року, країна опинилася у політично важкій ситуації. Кальмарській унії погрожував внутрішній розпад. Юган прагнув, як і батько та його попередники, зміцнити союз між трьома скандинавськими країнами. Безсумнівно, Крістіна підтримувала його амбіції. Лише у 1483 році її чоловіка визнали королем Норвегії, й 18 травня пара була коронована правителем і правителькою Данії та Норвегії.
Швеція ж загалом відмовилась від цього. Аби підкорити шведів, Юган окупував у 1487 році найбільший шведський острів Готланд. Лише десять років потому, у співпраці з групою шведської знаті, йому вдалося захопити владу у Швеції, і та визнала його королем. Після цього чоловік презентував Крістіні кілька ленів, серед яких були замок Еребру з прилеглим леном Нерке та Вермланд у Швеції, а також лени Транекер і Носбіховед з однойменним замком у Данії. 4 лютого 1499 пара була коронована в Уппсалі. У 1501 році Крістіна також отримала міста Рібе, Коллінг та Ассенс.
Інформації щодо перших двадцяти років шлюбу Крістіни збереглося мало. Ніщо не свідчить на те, що вона займалася політикою під час життя в Данії. Все вказує на те, що її єдиною метою було виконання ролі королеви, дружини та матері.
Пара мало жила в столиці, вважаючи за краще переїжджати між своїми замками в Фунені. Близько 1500 року королівський двір переїхав до Оденсе через лютуючу у Копенгагені чуму. Крістіну називали благочестивою, вона плакала кожен раз, коли не могла відвідати месу. 
Королева супроводжувала чоловіка під час його другого та третього візитів до Швеції у 1500 році та у січні 1501 року відповідно. Під час останнього Юган завів роман з однією з її фрейлін, що призвело до скандалу та фактичного розриву шлюбу.

### Стокгольм

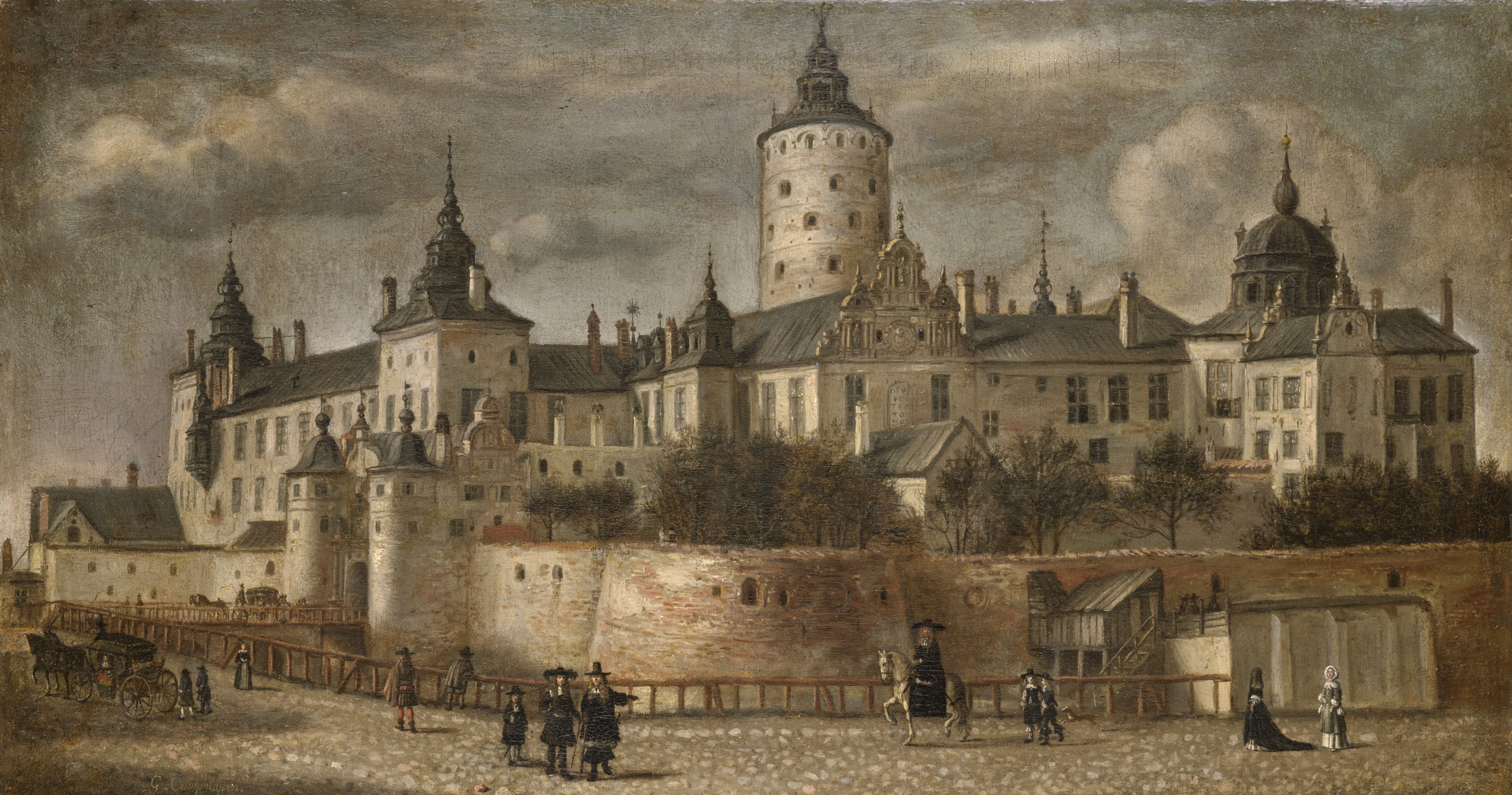
Замок Три корони

Із початком дансько-шведської війни у 1501 році, Юган в компанії коханки від'їхав у серпні місяці до Данії. Він залишив Крістіну, яка в той час була надто хвора для подорожі, як свого регента, командувати гарнізоном стокгольмського замку Три корони та морально підтримувати їхніх прибічників. Шведи пропонували королеві залишити країну із священниками та шляхтою, однак та відмовилася.
З вересня 1501 року до 6 травня 1502 вона очолювала обложений Стокгольм. Це була одна з найтяжчих облог часів Кальмарской унії: через чуму та голод від гарнізону в тисячу чоловік залишилося лише сімдесят. Шістдесят із них були пораненими, багато хто хворів на цингу. 6 травня королева почала переговори. Їй та її свиті був обіцяний вільний пропуск. Крістіну із супроводом мали доставити до монастирю домініканців, аби звідти відправити до Данії.
9 травня 1502 року королева здалася шведському регенту Стену Стуре Старшому, не знаючи про те, що війська її чоловіка йдуть на допомогу. 12 травня флот Югана пришвартувався неподалік від Юргордена. Після приблизно 7 місяців облоги, він запізнився на три дні. Коли стало відомо, що замок зданий, флот просто розвернувся й відплив назад до Данії. Швеція була втрачена.
Стен Стуре Старший порушив договір і полонив королеву, що вважалося вкрай безчесним. До монастиря її супроводжувала леді Інгеборга Тотт — дружина Стуре. Крістіна була ув'язнена на півтора роки, спочатку у стокгольмському монастирі домініканців, згодом — у францисканців і, нарешті, — у монастирі Вадстена. Полон був настільки важким, що королева ледве отримувала достатньо їжі. Згодом, поводження, якого зазнала його мати, пояснювало деяку жорстокість, яку виявивляв Крістіан II до шведів. Данська державна рада поскаржилася на поводження з Крістіною у полоні. Шведи, натомість, вимагали повернення замків і фортець, які Юган все ще зберігав у Швеції. Зрештою, у жовтні 1503 року кардинал Раймунд Перо, який торгував індульгенціями в скандинавських країнах, за посередництва любекських радників Германа Мессманна та Беренда Бомховера, звільнив королеву.

### Самотнє життя

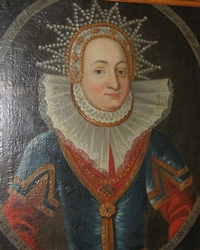
Портрет королеви пензля невідомого майстра

У грудні 1503 після трирічної відсутності її урочисто зустріли у Гальмстаді старший син і данська шляхта. Незабаром після свого повернення королева заснувала монастир Святої Клари в Оденсе, в той час як у 1497 році створила такий самий у Копенгагені. Протягом наступних років подружжя разом більше не жило.
У 1504 році Крістіна відвідала дочку Єлизавету, яку чоловік за її відсутності одружив із курфюрстом Бранденбргу, а також свою сестру Маргариту, після чого побувала у місцях паломництва Штернберг і Вільснак. 
Повернувшись до Данії, мешкала разом із молодшим сином у Носбіховеді й Оденсе подалі від чоловіка. Дохід їй надавали маєтки для пожиттєвої ренти. Королева заощаджувала гроші, аби підтримувати сучасне мистецтво, літературу та музику в рамках, встановлених пізньосередньовічним суспільством для глибоко релігійних людей. Будинок в Оденсе, який вона придбала як міську резиденцію, прикрасила як релігійними картинами, так і світськими портретами.
Підтримувала духовенство, не бажаючи реформації католицької церкви. Особливу увагу приділяла орденам францисканців та кларисок. Заснованим монастирям жертвувала гроші та коштовні подарунки. Полюбляла музику і завжди нагороджувала співаків і органістів у церквах, де слухала месу. Мирські музиканти також отримували від неї грошові подарунки.
Звіти свідчать про Крістіну як про жінку, яка розуміла, як використовувати свій дохід і своє становище для створення незалежного життя, в якому релігія і мистецтво злилися воєдино, після того як її роль дружини скінчилася.
Королева мала власний окремий двір, куди часто приїжджали гості, однак сам король навідувався рідко. Її життя після повернення описувалось як звичайна таємна боротьба за владу між подружжям.

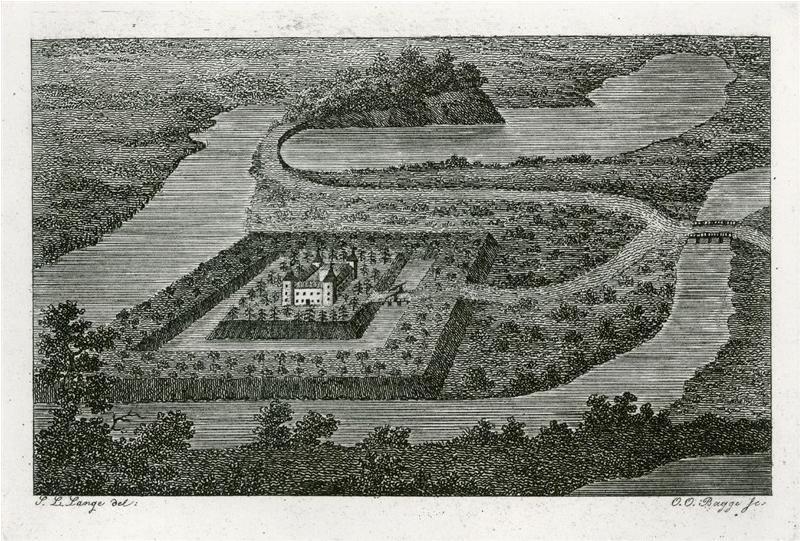
Замок Нусбіховід

Крістіна вступила в союз із низкою аристократів з родів Реннів, Гільденстьєрне, Білле та Марсвін, які могли бути її пособниками. Крім того, підтримувала дуже добрі відносини зі своїм діверем, герцогом Фредеріком Готторпським. Використовувала дворян і людей нешляхетного походження для управління своїми володіннями, заручившись їхньою підтримкою. В основі цієї операції лежали відносини між патронами і клієнтами того часу. Королева була вагомою покровителькою, яка, щоб управляти своїми величезними володіннями та демонструвати свою силу, оточила себе великою кількістю клієнтів. Ця демонстрація статусу покровителя відбувалася кількома способами: королева купувала дорогу тканину, з якої шилися уніформи її працівників, а також дорогу їжу для них, спонсорувала своїх клієнтів та їхніх дітей, брала участь в проведенні їхніх весіль, оплачувала витрати на ліки для своїх клієнтів, а також витрати на їх похорон (включаючи витрати на похоронні церемонії). Для багатьох клієнтів вона була важливим плацдармом в їхній кар'єрі, завдяки якому вони могли зайняти посади, які їй згодом стали в нагоді. Окрім цього, Крістіна винайняла німецького скульптора Клауса Берга для виготовлення алтаря у церкві Оденсе, що демонструвало її благочестя та королівський статус.
Хоча жінка була так розчарована невірністю свого чоловіка, що жила окремо від нього, проте вона хотіла возз'єднати сім'ю після смерті, потурбувавшись про спільне поховання в одній церкві. Алтар роботи Берга (близько 1504 року) також містив зображення похованих там у майбутньому членів королівської родини.
Супроводжувала Югана в його останній мандрівці Ютландією.

### Вдівство

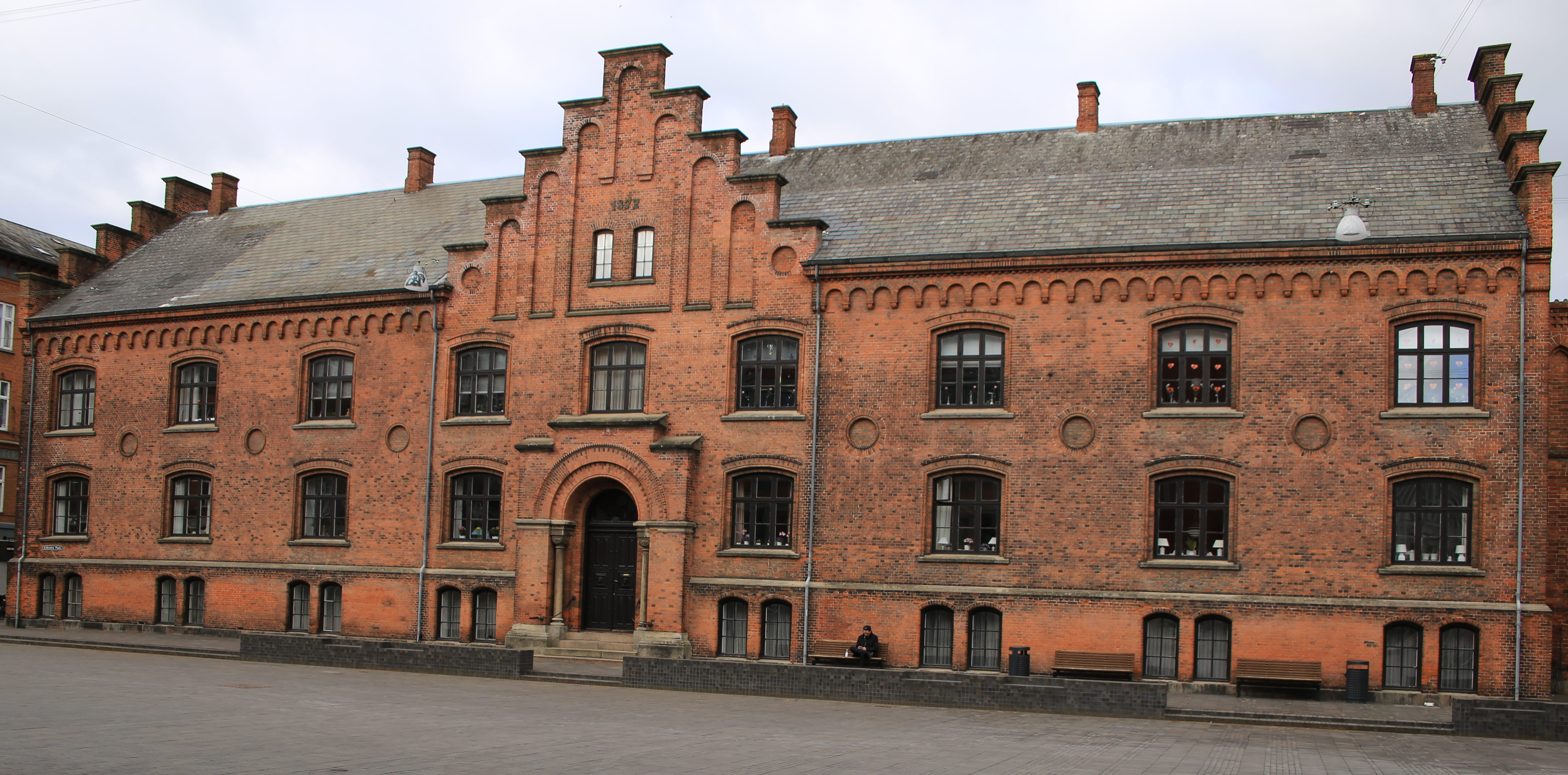
Францисканський монастир Оденсе

Після смерті чоловіка у 1513 році, Крістіна оселилася у замку Носбіховед неподалік від Оденсе, який перебував в її власності. Невдовзі звернулася до свого брата Фрідріха з проханням прискорити шлюбний проект сина з ерцгерцогинею Ізабеллою.
У 1517 році їй було передане графство Ругард. Жінка дбайливо керувала землями своєї великої удовиної долі, розташованої переважно в Північній Ютландії.
Померла 8 грудня 1521 перед своїм 60-річчям. Була похована в одязі францисканської черниці у монастирській церкві францисканців в Оденсе поруч із чоловіком та молодшим сином. Коли у 1805 році церква була знесена, тіла перепоховали у соборі Святого Кнуда в тому ж місті 7 лютого о 5-й годині ранку.

## Цікаві факти
- Юлій II на своє обрання Папою Римським у листопаді 1503 року попросив молитов королеви Крістіни, оскільки її багаторічне поклоніння Діві Марії та Святому Франциску дало їй репутацію надзвичайно благочесної жінки.[6]

## Родина

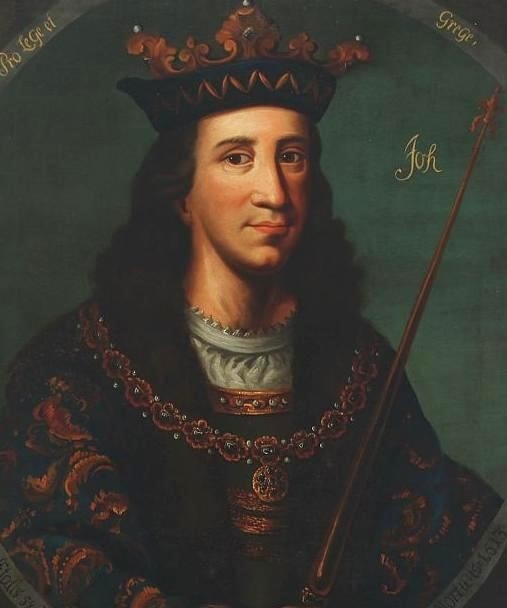
Портрет Югана пензля невідомого майстра

Чоловік — Юган Ольденбурзький, король Данії
Діти:
- Ганс  (1479—1480) — помер немовлям;
- Ернст (1480—?) — помер в ранньому віці;
- Крістіан (1481—1559) — король Данії та Норвегії у 1513—1523 роках, король Швеції у 1520—1523 роках, був одруженим з австрійською ерцгерцогинею Ізабеллою, мав п'ятеро дітей;
- Якоб[8] (1484—1566) — чернець;
- Єлизавета (1485—1555) — дружина курфюрста Бранденбургу Йоахіма I Нестора, мала п'ятеро дітей;
- Франциск (1497—1511) — прожив 13 років.